# Duda Sanadze
Duda Sanadze ((gruz. დუდა სანაძე; ur. 25 lipca 1992 w Tbilisi) – gruziński koszykarz występujący na pozycji rzucającego obrońcy lub niskiego skrzydłowego. Reprezentant kraju do lat 18, 20, a także w kategorii seniorów. Uczestnik Mistrzostw Europy w Koszykówce Mężczyzn 2013, obecnie zawodnik Borac Čačak.
Sanadze na początku swojej kariery występował w rezerwach Dinama Tbilisi. W sezonie 2010/2011 początkowo był zawodnikiem drużyny Energy Invest Rustawi, w barwach której rozegrał 4 mecze w gruzińskiej ekstraklasie. W lutym 2011 roku został graczem BC Batumi, w którym wystąpił w 10 meczach ligowych. W sezonie 2011/2012 powrócił do Dinama Tbilisi, występując tym razem w pierwszej drużynie tego klubu, w której rozegrał w sumie 17 meczów ligowych. Został wówczas uhonorowany tytułem zawodnika, który poczynił największy postęp, najlepszego młodego gracza ligi gruzińskiej, a także został wybrany do „pierwszej piątki” Sakartwelos Superligi. Latem 2012 roku został zawodnikiem drużyny USD Toreros, występującej w dywizji I NCAA. Zgodnie z obowiązującymi przepisami w sezonie 2012/2013 nie mógł jednak rozegrać żadnego spotkania w tych rozgrywkach.
Sanadze w latach 2009–2010 grał w reprezentacji Gruzji do lat 18, biorąc dwukrotnie udział w mistrzostwach Europy w tej kategorii wiekowej (w obu przypadkach w dywizji B), a w latach 2011–2012 w reprezentacji swojego kraju do lat 20, także dwukrotnie biorąc udział w mistrzostwach Europy w tej kategorii wiekowej (w 2011 roku w dywizji A, a rok później w dywizji B). W 2013 roku został zgłoszony do udziału w Mistrzostwach Europy w Koszykówce Mężczyzn 2013.
7 stycznia 2019 został zawodnikiem Rosy Radom.

## Osiągnięcia
Stan na 9 grudnia 2021, na podstawie, o ile nie zaznaczono inaczej.
NCAA
- Zaliczony do I składu turnieju Great Alaska Shootout (2016)

Drużynowe
- Zdobywca pucharu ligi portugalskiej (2020)[10]

Indywidualne
- Największy postęp ligi gruzińskiej (2012)
- Najlepszy młody zawodnik ligi gruzińskiej (2012)

Reprezentacja
- Mistrz Europy U–20 dywizji B (2011)
- Uczestnik mistrzostw Europy:
  - 2013 – 17. miejsce, 2015 – 15. miejsce, 2017 – 17. miejsce)
  - U–20 (2012 – 16. miejsce)
  - U–18 dywizji B (2009 – 8. miejsce, 2010 – 19. miejsce)